# Macrognathus pancalus
Macrognathus pancalus är en fiskart som beskrevs av Hamilton 1822. Macrognathus pancalus ingår i släktet Macrognathus och familjen Mastacembelidae. IUCN kategoriserar arten globalt som livskraftig. Inga underarter finns listade i Catalogue of Life.